# HD 33203
HD 33203 är en dubbelstjärna belägen i den mellersta delen av stjärnbilden Kusken. Den har en skenbar magnitud av ca 6,12 och är svagt synlig för blotta ögat där ljusföroreningar ej förekommer. Baserat på parallaxmätning inom Hipparcosuppdraget på ca 2,1 mas, beräknas den befinna sig på ett avstånd på ca 1 600 ljusår (ca 500 parsek) från solen. Den rör sig bort från solen med en heliocentrisk radialhastighet på ca 8,6 km/s.

## Egenskaper
Primärstjärnan HD 33203 A är en vit till blå ljusstark jättestjärna av spektralklass B2 II. Den har en radie som är ca 30 solradier och har en effektiv temperatur av ca 5 600 K.
De två stjärnorna i paret har en vinkelseparation på 1,617 bågsekunder vid en positionsvinkel av 222,1°.